# Chinjufu shōgun
Chinjufu shōgun (鎮守府将軍?), traducibile come Comandante generale per la difesa del Nord, è stata una carica militare del Giappone feudale.
Sotto il comando dello shōgun, il Chinjufu shōgun fu il primo responsabile della pace con le popolazioni Ainu dell'Honshū e dell'Hokkaidō del nord. L'istituzione del distretto militare del Chinjufu fu creata durante il periodo Nara e corrispondeva ad un'area territoriale con sede nella fortezza di Tagajō, nell'odierna Prefettura di Miyagi. Nell'anno 801 la sede fu spostata ancora più a nord, ad Azawajō, dopo che l'allora Chinjufu shōgun, Sakanoue no Tamuramaro, collezionò una serie di vittorie contro i nativi. Dopo che tutto l'Honshū fu conquistato dai giapponesi, la nuova base venne controllata dai vari clan di samurai di quella regione.
La base con tutto il distretto del Chinjufu, insieme alla carica di Chinjufu shōgun, decaddero all'inizio del XIV secolo.

## Lista di Chinjufu shōgun
- Ōno no Azumabito (大野東人) (?-742)
- Ōtomo no Komaro (大伴古麻呂) (?-757)
- Fujiwara no Asakari (藤原朝狩) (?-764)
- Tanaka no Ōtamaro (田中多太麻呂) (769, data della nomina)
- Ishikawa no Natari (石川名足) (728-788)
- Sakanoue no Karitamaro (坂上苅田麿) (728-786)
- Saeki no Mino (佐伯三野 ) (?-779)
- Ōtomo no Surugamaro (大伴駿河麻呂) (?-776)
- Ki no Hirozumi (紀廣純) (777, data della nomina)
- Ōtomo no Yakamochi (大伴家持) (718-785)
- Kudara no konikishi syuntetsu (百済王俊哲) (787, data della nomina)
- Tajihi no Umi (多治比宇美) (787, data della nomina)
- Kudara no konikishi syuntetsu (百済王俊哲) (798, data della seconda nomina)
- Sakanoue no Tamuramaro (坂上田村麻呂) (758-811)
- Saeki no Mimimaro (佐伯耳麻呂) (809, data della nomina)
- Mononobe no Taritsugu (物部足継) (812, data della nomina)
- Mononobe no Kumai (物部熊猪) (834, data della nomina)
- Sakanoue no Masamichi (坂上当道) (859, data della nomina)
- Fujiwara no Tadabumi (藤原忠文) (873-947)
- Ono no Harukaze (小野春風) (878, data della nomina)
- Abe no Mitora (安倍三寅) (884, data della nomina)
- Fujiwara no Toshihito (藤原利仁) (915, data della nomina)
- Fujiwara no Toshiyuki (藤原利行)
- Taira no Kunika (平国香) (?-935)
- Taira no Yoshikane (平良兼) (?-939)
- Taira no Yoshimasa (平良将)
- Fujiwara no Hidesato (藤原 秀郷) (10th c.)
- Taira no Yoshimochi (平良持) (?-935)
- Taira no Sadamori (平貞盛) (?-989)
- Minamoto no Tsunemoto (源經基) (894-961)
- Minamoto no Mitsunaka (源満仲) (912-997)
- Minamoto no Yorinobu (源頼信) (968-1048)
- Abe no Yoritoki (安倍頼時) (c. 1050)
- Minamoto no Yoriyoshi (源頼義) (998-1082)
- Minamoto no Yoshiie (源義家) (1039–1106)
- Fujiwara no Hidehira (藤原 秀衡) (1122? - 1187)
- Minamoto no Yoshishige (源義重) (1135–1202)
- Kitabatake Akiie (北畠顕家) (1318–1338)
- Ashikaga Takauji (足利 尊氏) (1305–1358)
- Ashikaga Tadayoshi (足利直義) (1306–1352)